# P-Aminohippursäure
p-Aminohippursäure, auch Paraaminohippursäure oder 4-Aminohippursäure, ist eine von der Hippursäure abgeleitete chemische Verbindung. Sie findet insbesondere als Diagnostikum zur Untersuchung der Nierenfunktion Anwendung. Als Kondensationsprodukt aus p-Aminobenzoesäure und der Aminosäure Glycin kann sie im Körper des Menschen als Stoffwechselprodukt auftreten.

## Synthese
p-Aminohippursäure kann durch Kondensation von p-Aminobenzoesäure mit Glycin dargestellt werden. Bei Verwendung von wasserentziehenden Mitteln geschieht dies zwar schneller, jedoch unsauberer. Eine elegantere Darstellungsmethode ist die Nitrierung von Hippursäure zur p-Nitrohippursäure und anschließende Reduktion mit einem selektiven Reduktionsmittel zur p-Aminohippursäure.

## Verwendung
Zur Untersuchung der Nierenfunktion und zur Berechnung des renalen Blutflusses wird p-Aminohippursäure als Infusion verabreicht. Da p-Aminohippursäure nahezu vollständig durch die Nieren über glomeruläre Filtration (20–30 %) und tubuläre Sekretion (70 %) ausgeschieden wird, entspricht seine Clearance, die PAH-Clearance, dem renalen Plasmafluss. Dieser wird zur Berechnung des renalen Blutflusses verwendet.